# Judy Wood
Judy Wood (Nueva York, 1961) es una abogada estadounidense con sede en Los Ángeles. Obstinada defensora de los derechos humanos y especialmente de las mujeres, su trabajo en los tribunales norteamericanos ha influido en modificaciones de la ley de asilo por razón de género en Estados Unidos y en la jurisprudencia de la Junta de Apelaciones de Inmigración estadounidense.

## Trabajo
Tras una breve carrera como actriz fuera de Broadway, Judy inició su vocación definitiva llegando a graduase en la Facultad de Derecho de Pepperdine en 1982.
Desde finales de la década de 1980, el despacho de Judith L. Wood ha defendido los derechos de los inmigrantes para familias y personas perseguidas en todo el mundo, sometidas a procesos de ingreso o permanencia en los Estados Unidos.
Su insistencia en la Corte de Apelaciones y la resolución final de asilo en el caso de la maestra afgana Asefa Ashwari, recurriendo a precedentes en jurisprudencia de procesos históricos como, en Francia, el del iraní Mehran Karimi Nasseri, abrían la puerta para que las mujeres que huían de la violencia recibieran refugio en los Estados Unidos. Aquella decisión, posteriormente atacada por el exfiscal general Jeff Sessions, se llevó al cine en 2018.
La película, titulada originalmente en inglés Saint Judy, fue dirigida por Sean Hanish y protagonizada por Michelle Monaghan, la actriz palestina Leem Lubany y Alfred Molina. En España se estrenó en 2019 con el título de Sólo la verdad (Saint Judy).
Asimismo, dirige Human Rights Project, una organización sin fines de lucro dedicada a defender los derechos de los refugiados en todo el mundo.
En reconocimiento de su trabajo, el concejal de la ciudad de Los Ángeles, David Ryu, le entregó el premio Wonder Woman ("Mujer del año").

## Currículum y publicaciones
Currículum en su campo de actividades: Asociación Federal de Abogados, Presidenta de la Sección de Derechos Humanos de la Sección Internacional de Derechos Humanos, Miembro de la Asociación de Abogados del Condado de Los Ángeles, Comité Ejecutivo, Sección de Inmigración Asociación Americana de Abogados, Colegio de Abogados Asociado Internacional del Estado de Nuevo México, la Asociación Estadounidense de Abogados de Inmigración, la Asociación Nacional de Abogados de Defensa Criminal y el Gremio Nacional de Abogados. Es miembro de la Junta Directiva del Colegio de Abogados del Estado de California.
Es autora de numerosos artículos para revistas profesionales: ha publicado seis veces en AILA Journals, dos veces en ABA International Law Journal, dos veces en Los Angeles Lawyer y dos veces en Federal Bar Magazine.